# Festa do Rosário em Caicó
A Festa do Rosário em Caicó é celebrada desde aproximadamente 1772. É um evento de destaque vinculado à Irmandade Negros do Rosário dos Homens Pretos. Este evento cultural e religioso é marcado por uma procissão, no qual participantes desfilam pelas ruas da cidade ao som dos tambores e do pífano.  As danças tradicionais, incluindo o esponto (uma representação simbólica de batalha) expressam a herança africana e a luta pela preservação da identidade cultural da comunidade negra. 
O aspecto religioso da festa reflete a devoção à Nossa Senhora do Rosário, padroeira do evento, integrando práticas católicas com influências espirituais de matrizes africanas. Segundo o historiador Hugo Martins de Souza, a celebração serve como um momento de união e reafirmação da identidade cultural, propiciando à comunidade negra a oportunidade de fortalecer suas tradições e resistir à marginalização histórica. 
A Festa do Rosário e a Irmandade do Rosário pertencem como símbolos de resistência e valorização da cultura afro brasileira. Elas promovem, além disso, solidariedade e coesão social, fundamentais para o fortalecimento e reconhecimento da comunidade. A preservação dessas tradições é considerada necessária para o avanço de uma sociedade justa e igualitária.

## Descrição
A Festa do Rosário, organizada pela Irmandade dos Negros do Rosário de Caicó, representa uma manifestação cultural e religiosa para a população local de acordo com o historiador Hugo Martins de Souza. Originalmente celebrada em dezembro, a festividade foi posteriormente transferida para o mês de outubro, possivelmente após sua oficialização em 1773, como forma de homenagear a vitória cristã na Batalha de Lepanto, ocorrida em 7 de outro de 1571. Composta por uma série de rituais que englobam toda a comunidade, a festa inclui procissões, danças e a cerimônia de passagem das coroas ao novo Rei e a Rainha do Congo. Durante o evento, participantes unidos de mãos dadas celebram a sua fé e a fraternidade ao som de tambores e flautas, que produzem o ritmo de danças, que remetem às danças tradicionais. 
Além da sua dimensão religiosa, a Festa do Rosário é também um espaço de resistência cultural, onde se preserva e valoriza a herança africana. Os rituais e as danças, cujas raízes remetem ao período colonial, são expressões de identidade e pertencimento, simbolizando a luta e a resiliência da comunidade negra ao longo da história.  A festa se consolida como um momento de celebração de fé, da cultura e do legado histórico dos negros do Seridó, que reúnem para horar sua padroeira, Nossa Senhora do Rosário, e para fortalecer seus laços de solidariedade comunitária.  A Festa é uma celebração de importância, especialmente entre as comunidades afro-brasileiras do Seridó, no Rio Grande do Norte.
Embora a tradição tenha seu núcleo  mais conhecido em Caicó, onde a Irmandade dos Negros do Rosário atua como a principal entidade, outras cidades da região como Jardim do Seridó, Parelhas e Serra Negra do Norte também mantêm vivas suas próprias festividades, preservando a herança dessa cultura.

### Cidades que celebram a Festa do Rosário:
Caicó: A celebração ocorre na sede da Irmandade dos Negros do Rosário, com participação da comunidade. O evento inclui procissões, danças e rituais em homenagem a Nossa Senhora do Rosário, padroeira dos negros.
Jardim do Seridó: Nesta cidade, a Irmandade dos Negros do Rosário organiza a festa, respeitando as tradições e rituais característicos desta manifestação cultural;
Parelhas:  a Irmandade de Parelhas desempenha um papel fundamental  na realização da Festa do Rosário, reforçando o patrimônio cultural afro-brasileiro na região; 
Serra Negra do Norte: Com a participação ativa da comunidade a festa é realizada nesta cidade, preservando a identidade cultural e religiosa dos negros locais.

#### Cidades que não celebram mais a Festa do Rosário:
Jardim de Piranhas: Já contou com uma irmandade ativa, mas atualmente não realiza a festa, o que aponta para uma interrupção na tradução local.
Acari: Sem uma irmandade em atividade, Acari também reflete a diminuição da continuidade comunitária e, possivelmente, a falta de recursos para a celebração.
Currais Novos: A cidade apresenta uma irmandade inativa, evidenciando desafios na manutenção das tradições culturais afro-brasileiras.

## Irmandade dos Negros de Jardim do Seridó
Uma das expressões mais comuns do catolicismo colonial são as irmandades formadas por pessoas que não possuíam conhecimento dos dogmas católicos. Trazidas para a América Portuguesa no contexto de colonização do novo mundo, as irmandades eram reguladas por um estatuto que tinha que ser aprovado pela Igreja e pelo Estado. O objetivo dessas irmandades era incluir o negros escravos ou libertos às práticas católicas, com o intuito de garantir a submissão à Igreja. Além disso, era uma forma que esses negros encontravam de serem protagonistas de sua fé na sociedade. Nesse sentido, as irmandades podem ser entendidas como associações formadas por grupos de pessoas, que tendo interesses e afinidade entre si, criam normas para um bem comum. Assim, nasceu a Irmandade do Rosário dos Pretos de Caicó, aproximadamente em 16 de junho de 1771. Sua hierarquia matinha restritiva e seletiva a entrada de seus membros. Nela podiam pertencer a irmandade negros ou mulatos, independente de serem libertos ou não, homem ou mulher, mas precisavam ser obrigatoriamente católicos. 
Para além da Irmandade do Rosário dos Pretos de Caicó, outras irmandades se organizaram em torno da tradição.  A Irmandade dos Negros de Jardim do Seridó oferece todo ano uma festa de devoção a dois santos: São Sebastião e Nossa Senhora do Rosário. Em 1863, essa devoção foi transformada em festa por Joaquim Antônio do Nascimento. Desde a sua fundação, as irmandades guardam a mesma época de festejo, que se perpetua por gerações familiares . A festa segue uma programação organizada por meio das decisões da Irmandade com os membros da igreja católica. Quase sempre acontece nos dias 30 e 31 de dezembro sendo o seu ponto de início a recitação do Rosário na própria sede da Irmandade, seguida de duas novenas . No dia 1º de janeiro, ocorre atividades variadas, como na Irmandade de Caicó-RN, na qual é realizada anualmente a eleição que escolhe o rei e a rainha, o juiz e o juizado, o escrivão e a escrivã, seguida da missa, que acontece às 10 horas da manhã, e da procissão, que acontece pela tarde e marca o encerramento da festa. 
Em todos os momentos da festas, os Negros do Rosário dançam com suas bandeiras ao som de caixas e pífaros. Os membros da Irmandade de Jardim do Seridó, em sua grande maioria, são negros de classe baixa, que moram nas regiões suburbanas da cidade. Muitos deles não têm empregos fixos e vivem de trabalhos informais. Os papéis encenados pelos negros da irmandade reúnem tanto características do profano como do sagrado e recriam suas referências, alternando entre os clássicos religiosos e os ditos populares. 
A festa é realizada na Matriz de Nossa Senhora da Conceição, em Jardim do Seridó, e é carregada de símbolos, rituais e significados . A dinâmica dos sujeitos envolvidos faz com que a festa não só reviva suas tradições, mas se apresente como algo dinâmico e de forte resistência. Isso permite que os participantes vivam o festejo, os momentos de interação, a religiosidade e a tradição . A festa dessa Irmandade segue o ideal católico , mas que em alguns momentos não se limita apenas ao momento religioso, acontecendo também momentos profanos. 
Levando em consideração as práticas religiosas que os Negros do Rosário desenvolvem, a cidade de Jardim do Seridó-RN se constitui como um centro festivo, no qual estão presentes o sagrado e o profano. Esses dois componentes dos festejos de Nossa Senhora do Rosário se relacionam à medida que o profano, entendido como o espaço ao redor, passa a alcançar o sagrado quando os peregrinos se dirigem a cidade para a celebração e para a profissão da fé.

## O Padroado português para a criação das Irmandades
A Festa do Rosário surge através da Irmandade de Nossa Senhora do Rosário, que possui relação direta com a Igreja Católica e com o Estado. O momento em que as irmandades surgem no Brasil está diretamente ligado ao período de domínio do Estado sobre a Igreja, que ficou conhecido como padroado. As origens históricas do padroado se dá no século IV, quando o imperador Constantino convocou Nicéia e transferiu para o chefe da igreja a posição de Pontífice Máximo (Construtor de Pontes). Outros imperadores também consideram tal concepção, e a igreja passou a ser considerada um departamento do Estado. No ano de 1319, após a Ordem de Cristo ser instalada, a Santa Sé deu aos monarcas portugueses o domínio jurídico eclesiástico em relação às terras conquistadas, e no ano de 1522, o papa Adriano concedeu a Dom João IIIo título de Grão-Mestre da Ordem de Cristo, passando depois para os seus sucessores nos anos seguintes. Isso resultou em uma maior liberdade para os reis em relação à autoridade de Roma, que passaram a controlar de forma mais acentuada a vida religiosa do seu reino e de suas colônias. Por isso o padroado pode ser compreendido como uma forma de criar um vínculo/compromisso entre a Igreja de Roma e o governo de Portugal, já que nos anos iniciais o Estado português, protegido pela igreja, deu os seus primeiros passos, que depois se tornaram permanentes para intervir nos assuntos espirituais e religiosos. Esses acontecimentos resultaram em uma troca mútua de interesses, onde a Igreja, protegida pelo Estado, ficava livre de pagamentos fiscais e dos serviços militares, além de outras regalias. Por outro lado, os monarcas portugueses uniram os títulos da realeza e os títulos de grão mestre de ordem religiosa, passando a governar o âmbito civil e religioso, assim como o direito de cobrança e de administração dos dízimos eclesiásticos. Essa liberdade resultou em um aumento significativo na cobrança de impostos e dízimos do povo. Para controlar a cobrança de dízimos, impostos e a construção e manutenção de templos religiosos, paróquias, hospitais, capelas, estabelecimentos de caridade e entre outros, foram criadas a Mesa da Consciência e Ordens e o Conselhos Ultramarino. Essas organizações funcionam sob o controle do rei. Ainda nesse mesmo contexto, surgem as associações leigas, que eram consideradas como seculares em relação aos eclesiásticos, ou seja subordinados às autoridades religiosas. Já as ordenações fundadas por leigos, eram administrados pelas autoridades civis, mas ainda com visitas periódicas das associações eclesiásticas Sendo assim, as associações de fiéis  que realizavam obras de caridade ou piedade eram chamadas de uniões, que se constituíam em organismos chamados de irmandades e as irmandades que atuavam em cultos públicos eram chamadas de confrarias. A Festa do Rosário, que ocorre em algumas cidades seridoenses, está diretamente ligada ao contexto do padroado, sendo considerada como uma forma de simbologia histórica dessas irmandades religiosas até os dias atuais, sendo apontada como uma tradição leiga que em sua maioria, é formada pela participação popular. Deixou um legado de autonomia através da sua organização comunitária e integra aspectos culturais com o Reinado de Nossa Senhora do Rosário, através da representação de reis e rainhas. É percebida como uma forma de inclusão da população negra, que no passado foi  escravizada.

## As irmandades nos dias atuais
Com o passar do tempo e das gerações sucessivas, a organização interna da atual irmandade ainda permanece com algumas características originais, como o costume de coroar um rei e uma rainha, assim como o seu caráter religioso. Hoje a irmandade possui ligação com o folclore, que mantém suas tradições sob responsabilidade da igreja católica. Os membros que compõem essa organização justificam a sua participação pela passagem da tradição dos seus familiares, como seus pais e avós. Como parte de seus rituais, ainda se mantém a dança do espontão que é uma dança guerreira, onde os negros dançam com o espontão, liderados pelo capitão da lança. A Irmandade do Rosário conta hoje com a ajuda da comunidade para se manter, são pessoas de uma condição social desfavorecida financeiramente, por esse motivo, o valor da anuidade que deve ser pago para a igreja é juntando a partir das contribuições dos fiéis de Nossa Senhora do Rosário. Ainda ocorrem as eleições para escolher o rei e rainha, e a Mesa Administrativa para tratar de assuntos burocráticos e decisivos para a Irmandade é também algo que se perpetua com o passar dos anos. Se trata de uma Irmandade que sobrevive com o auxílio que recebe de algumas pessoas, onde estas também cedem suas residências ou centros culturais para que os negros se reúnam. O que antes durante o surgimento das festividades das irmandades eram cobrados como dízimos pelas autoridades civis e religiosas, atualmente os recursos são arrecadados por meio de doações comunitárias, que ocorrem nas novenas e em outros momentos da Festa do Rosário. A Festa do Rosário é um patrimônio cultural imaterial do Seridó, que se preserva através das suas celebrações. 

## Irmandade dos Negros do Rosário em Caicó-RN: ontem e hoje
A Festa do Rosário está ligada ao Estatuto da Irmandade do Rosário de Caicó, consta que deveriam servir na irmandade homens e mulheres pretos que morassem na Freguesia da Senhora Sant’Ana, fossem eles escravos, livres e libertos. A Irmandade dos Negros do Rosário, foi registrada em 11 de junho de 1771 sob a orientação do padre José Inácio Xavier Correia. Em Caicó, a instituição era composta por 34 membros, todos negros. A Festa do Rosário, em Caicó, passou a ser celebrada em outubro desde 1950. 
A organização era feita da seguinte maneira: rei e rainha; juiz e juíza; escrivão e escrivã; tesoureiro (o cargo, excepcionalmente, era ocupado por uma pessoa branca). Havia uma organização interna dividida entre irmãos de mesa e cadernistas que estava relacionada ao poder aquisitivo dos senhores de escravos e a sua contribuição para a irmandade. No primeiro grupo, integravam os escravos de senhores com maior poder aquisitivo. Já no segundo grupo, integravam os escravos de senhores com menor poder aquisitivo. 
As festividades da irmandade contavam com a parte religiosa (novenas, terços, dentre outros) e social (danças, por exemplo, na parte externa da Igreja). Os negros membros da irmandade, realizavam uma coreografia que simbolizava uma batalha entre Mouros e Cristãos. Deveriam estar vestidos com uma camisa branca, calça azul com listas brancas nas laterais e portar uma lança (espontão) enfeitada com fitas de seda que simbolizava a hierarquia do grupo.
Durante o evento, ocorria o cortejo. O rei, a rainha e os demais membros se vestiam com mantos compostos por miçangas e galões dourados. A realeza usava uma coroa de papelão enfeitada. O juiz e a juíza vestiam roupas brancas e usavam luvas que destacavam a pena de pavão, símbolo do poder da justiça. O escrivão e a escrivã vestiam, também, roupas brancas e levavam o livro da irmandade.
As mudanças presentes nos cenários religioso e social afetaram o grupo dos Negros do Rosário de Caicó, chegando a ser quase extinto. Diante de algumas dificuldades do grupo, o monsenhor Ausônio Tércio de Araújo juntamente com o Juiz-presidente e os demais membros, pensando na importância do grupo como fomento das práticas culturais de África no Seridó, propuseram uma revitalização que findou na criação de um grupo mirim. Essa proposta foi um desafio para a irmandade e fez com que os participantes antigos percebessem a importância em repassar o conhecimento acerca da herança cultural afro-brasileira para as futuras gerações. A ideia era reunir um grupo jovem, inicialmente, contou com 23 crianças ( a partir dos 6 anos de idade) e jovens. Os negros mirins receberam treinamento dos membros antigos, principalmente, para a dança das lanças. Na formação mirim, as meninas também participam da dança. Em 2013, no mês de outubro, durante a Festa do Rosário, se apresentaram pela primeira vez. Estiverem presentes na abertura da festa, nas novenas, no jantar, nas missas e no encerramento. Além disso, o grupo participa de eventos além da Festa do Rosário, sejam do âmbito educacional, cultural e religioso. 